# ليو نوريس
ليو نوريس (بالإنجليزية: Leo Norris)‏ هو لاعب كرة قاعدة أمريكي، ولد في 17 مايو 1908 في باي سانت لويس في الولايات المتحدة، وتوفي في 13 مايو 1987 في زاكاري في الولايات المتحدة.

## وصلات خارجية
- ليو نوريس على موقعبيزبول رفرنس.كوم (الدوري الرئيسي) (الإنجليزية)